# Guthirtenkirche (Lustenau)

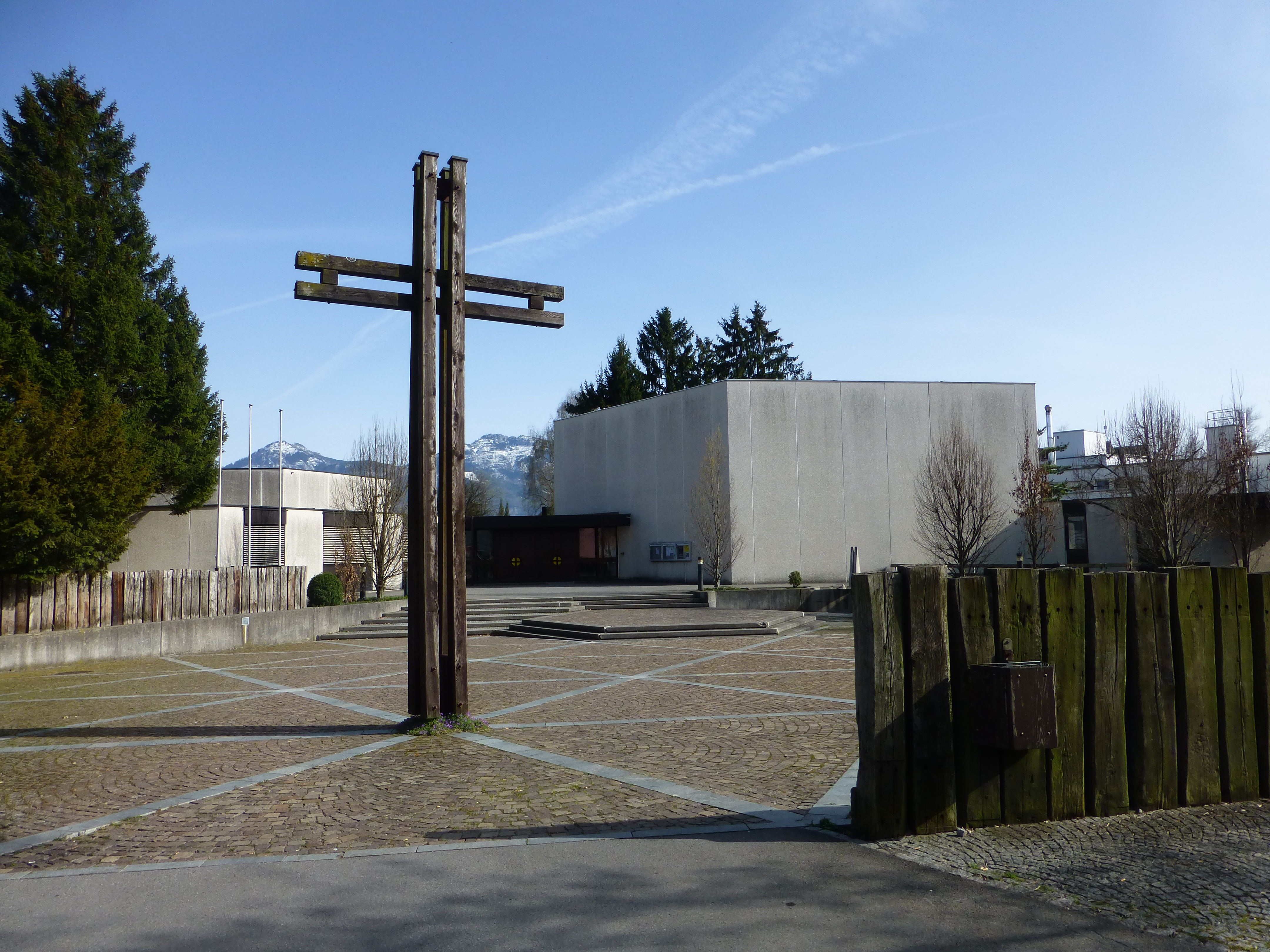
Blick von der Straße über den Vorplatz auf die Kirche

Die Pfarrkirche zum Guten Hirten (im üblichen Sprachgebrauch Guthirtenkirche) ist die jüngste der drei römisch-katholischen Pfarrkirchen in der österreichischen Marktgemeinde Lustenau. Die zugehörige Pfarre Lustenau-Hasenfeld gehört zum Dekanat Dornbirn in der Diözese Feldkirch. Die Kirche mit dem angebauten Pfarrzentrum steht unter Denkmalschutz.

## Lage
Die Guthirtenkirche steht im Ortsteil Hasenfeld der Gemeinde Lustenau. Der Pfarrsaal ist nordöstlich der Kirche in das Gebäude integriert. Ein sechseckiger Vorplatz wird von der Kirche im Südosten, den Pfarrwohnungen im Südwesten und der Straße im Norden umschlossen. Westlich des Komplexes liegt mit dem Hasenfeldpark ein kleiner Grünbereich. Gemeinsam mit dem südlich anschließenden Seniorenhaus Hasenfeld und den nördlich auf der anderen Straßenseite liegenden Gebäuden von Kindergarten, Volksschule, Mittelschule und Turnhalle bildet die Kirche den Kern dieses in den 1960er und 1970er Jahren neu entstandenen Ortsteils.
Direkt an der Guthirtenkirche ist kein Friedhof angeschlossen. Der Gemeindefriedhof liegt etwa 400 m südlich.

## Geschichte
Bereits 1897 entstand in der südlichsten Parzelle Wiesenrain im Süden Lustenaus die Initiative zum Bau einer Kapelle zu Ehren des Heiligen Antonius von Padua, die bei ihrer Weihe 1901 als Keimzelle einer zukünftigen eigenen Pfarre angesehen wurde.
Als sich 1962 abzeichnete, dass im Hasenfeld mit einer neuen Volksschule und einem geplanten neuen Altersheim ein eigener schnell wachsender Ortsteil im Entstehen begriffen war, regte der Pfarrer von Lustenau-Kirchdorf Alfred Salzgeber die Errichtung einer eigenen Pfarre im Hasenfeld an. Sein Nachfolger Dietmar Seeger bestellte 1968 ein Kirchenbaukomitee. Aus 21 Einreichungen zu einem Ideenwettbewerb wurde das Projekt des Grazer Architekten Heinrich Tritthart ausgewählt. Am 24. Jänner 1972 erteilte die Diözese die Baugenehmigung für die neue Kirche, und der im Herbst 1972 als Kaplan im Kirchdorf bestellte Rudolf Bischof erhielt den Auftrag, den Bau der Kirche und des angeschlossenen Pfarrzentrums voranzutreiben. Haussammlungen, eine große Baustein-Aktion, eine Kirchenbau-Lotterie und mehrere Trödlermärkte sowie eine landesweite Briefaktion halfen, die Finanzierung des Vorhabens zu sichern. Im Juni 1973 wurde mit dem Bau begonnen, am 16. Dezember dieses Jahres feierte Bischof Bruno Wechner die Grundsteinweihe.
Die erste Messe wurde zu Weihnachten 1974 im Rohbau auf Bierbänken der Lustenauer Brauerei Wieser gefeiert. Seit der Karwoche 1976 fanden regelmäßige Sonn- und Feiertagsgottesdienste statt. 1978 und 1979 wurde der Pfarrhof gebaut und der Vorplatz gestaltet, gleichzeitig wurde der Altarraum eingerichtet. Am 9. September 1979 wurde die Guthirtenkirche von Bischof Bruno Wechner geweiht.
1987 stiftete der langjährige Pfarrvikar Rudolf Bischof ein neues Altarbild sowie die Kreuzwegstationen. 1994 und 1995 mussten die Flachdächer aller Pfarrgebäude generalsaniert und der Teppichboden in Kirche und Pfarrsaal ausgetauscht werden. Ein 2003 initiierter Umbau der Seiten- in eine Werktagskapelle wurde auf unbestimmte Zeit verschoben.

## Architektur

### Außenbeschreibung

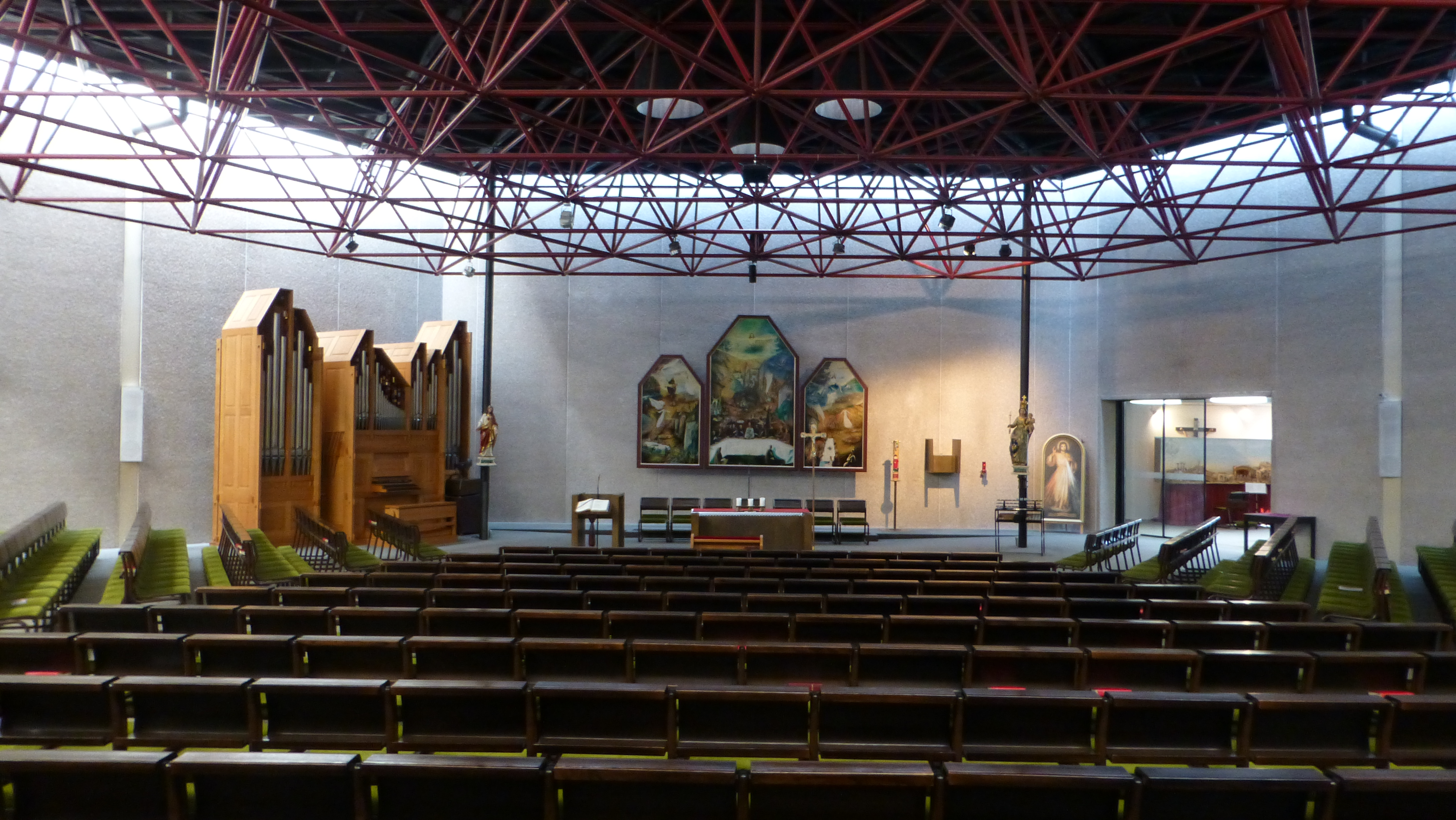
Innenansicht

Die Guthirtenkirche ist ein Zentralbau mit sechseckigen Grundriss. Der Pfarrsaal, der links durch einen Verbindungstrakt angeschlossen ist, weist auch die Form eines gleichmäßigen Sechsecks auf. Rechts neben der Kirche sind eine Seitenkapelle und eine Sakristei angebaut, darauf folgen, durch einen Durchgang getrennt, die Pfarrwohnungen in einem separaten, langgezogenen Gebäude. Mit den Nebentrakten auf beiden Seiten breitet der Kirchensaal symbolisch zwei offene Arme um den ebenfalls sechseckigen Kirchplatz.
Kirche und Pfarrsaal sind aus 45 cm starken, zweischaligen Stahlbeton-Elementen mit zwischenliegenden Aussteifungsrippen und zwischenliegender Wärmedämmung gebaut und mit einem Flachdach als Folienwarmdach mit Kiesschüttung gedeckt. Der flache Wohntrakt besteht aus tragendem Ziegelmauerwerk. Alle drei Trakte haben außen eine Waschbetonfassade aus gebrochenem Jura-Marmor.
Anstelle eines Kirchturmes wurde ein großes Holzkreuz errichtet, es steht auf dem Fundament für einen Glockenträger, der nie gebaut wurde. Ein Brunnen befindet sich neben dem Eingangsbereich der Kirche. Der Palisadenzaun, der den Kirchplatz zur Straße hin abschirmt, macht den Baukomplex zu einer geschlossenen Anlage.

### Innenbeschreibung
Über einen dreieckigen Vorraum sind links der Pfarrsaal mit Jugendräumen und Küche und rechts der Kirchenraum erreichbar. An der rechten Seite des Kirchenraums ist eine Seitenkapelle angeschlossen, die auch durch einen separaten Eingang betreten werden kann. Alle diese Räume haben innen Waschbetonwände aus gebrochenem Jura-Marmor, die Pfarrwohnungen sind innen verputzt.
Die Dachkonstruktion des Kirchensaals aus stierblutfarbenen Stahlrohren und sternförmigen Verbindungselementen unter einer Holzkassettendecke symbolisiert die Pfarrgemeinde, die in ihrem Zusammenwirken die Kirche „trägt“. Als die Messen noch im Rohbau gefeiert wurden, äußerten mehrere Besucher die Meinung, dass die Kirche noch „ordentlich herauskäme“, wenn einmal das Baugerüst an der Decke entfernt würde.
Der Altar ist in die Mitte der Kirche gestellt, die Bänke sind in einem Halbkreis darum angeordnet. Der Boden fällt in Richtung des Altares gleichmäßig ab. Um die Schlichtheit zu betonen, wurde auf Kirchenfenster an den Wänden verzichtet. Die umlaufende Fensteroberlichte an der Decke und der weiche Teppichboden ergeben zusammen eine warme Atmosphäre.

## Ausstattung

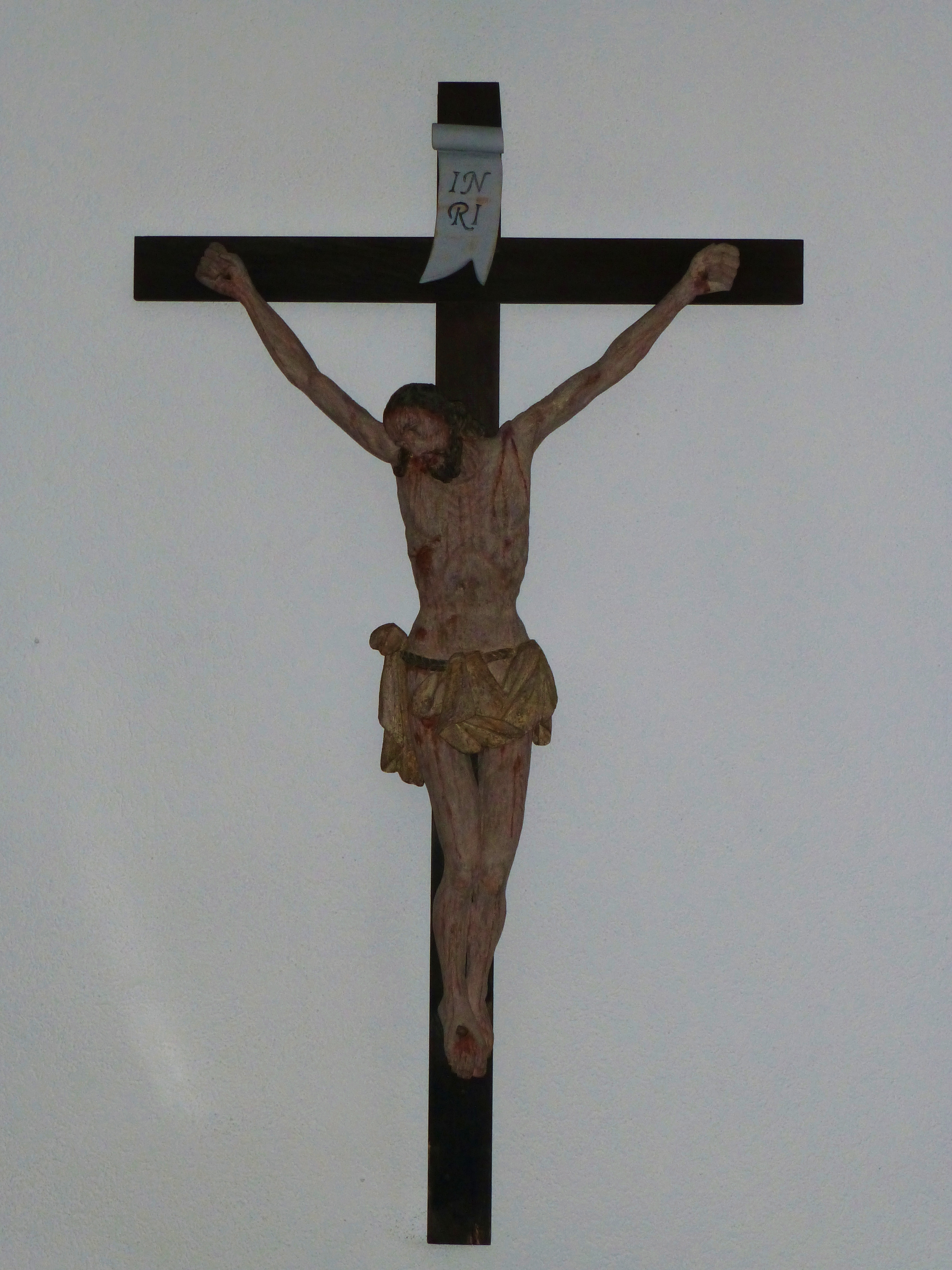
Das Kruzifix aus der zweiten Hälfte des 18. Jahrhunderts in der Seitenkapelle

### Prinzipalien
Altar, Ambo und Tabernakel wurden 1979 vom Wiener Künstler Zbyněk Sekal entworfen und bestehen aus Messingplatten, die auf Holzgestelle genagelt wurden. Alle drei wiederholen das schon in der Gebäudearchitektur vorhandene Symbol der offenen Arme, tausende von Messingnägeln versinnbildlichen das Leid Jesu Christi und jenes der Menschen. Der Altar hat auch einen kunstvoll gestalteten Innenraum, in dem eine Reliquie des heiligen Pirminius untergebracht ist.
Der Taufstein, der sich in der Seitenkapelle befindet, wurde 2003 vom Lustenauer Künstler Markus Grabher gestaltet. Es handelt sich um einen durchsichtigen Glaswürfel, in den die Taufpaten bei jeder Taufe eine Schale mit Sand einfüllen, sodass sich erst im Laufe des Jahres die sichtbare Gestalt des laufend weiterwachsenden Taufsteines bildet.

### Gemälde und Skulpturen
Das Altarbild ist ein dreiflügliges Ölgemälde, das verschiedene biblische Mahlgeschichten darstellt. Der linke Flügel zeigt das Mahl Abrahams mit den drei Fremden und das Exodusmahl, der größere Mittelteil Geschichten aus dem Neuen Testament und der rechte Flügel Szenen aus der Apostelgeschichte.
Die Kreuzwegstationen sind am Anfang und Ende von zwei Bildern umrahmt, die Jesus als Guten Hirten zeigen. Sämtliche Gemälde stammen vom polnischen Künstler Jan January Janczak.
Die barocke Madonnenstatue mit Kind stammt aus der Zeit um 1780 und wurde in der Gegend um Montecassino hergestellt. Das Kruzifix in der Seitenkapelle aus der zweiten Hälfte des 18. Jahrhunderts war ein Geschenk der Diözese Feldkirch anlässlich der Pfarrerhebung 1988. Bei der Orgel ist eine Herz-Jesu-Statue an einem Pfeiler angebracht, im Vorraum der Kirche ist eine Statue, die Jesus als Guten Hirten darstellt.

### Fenster

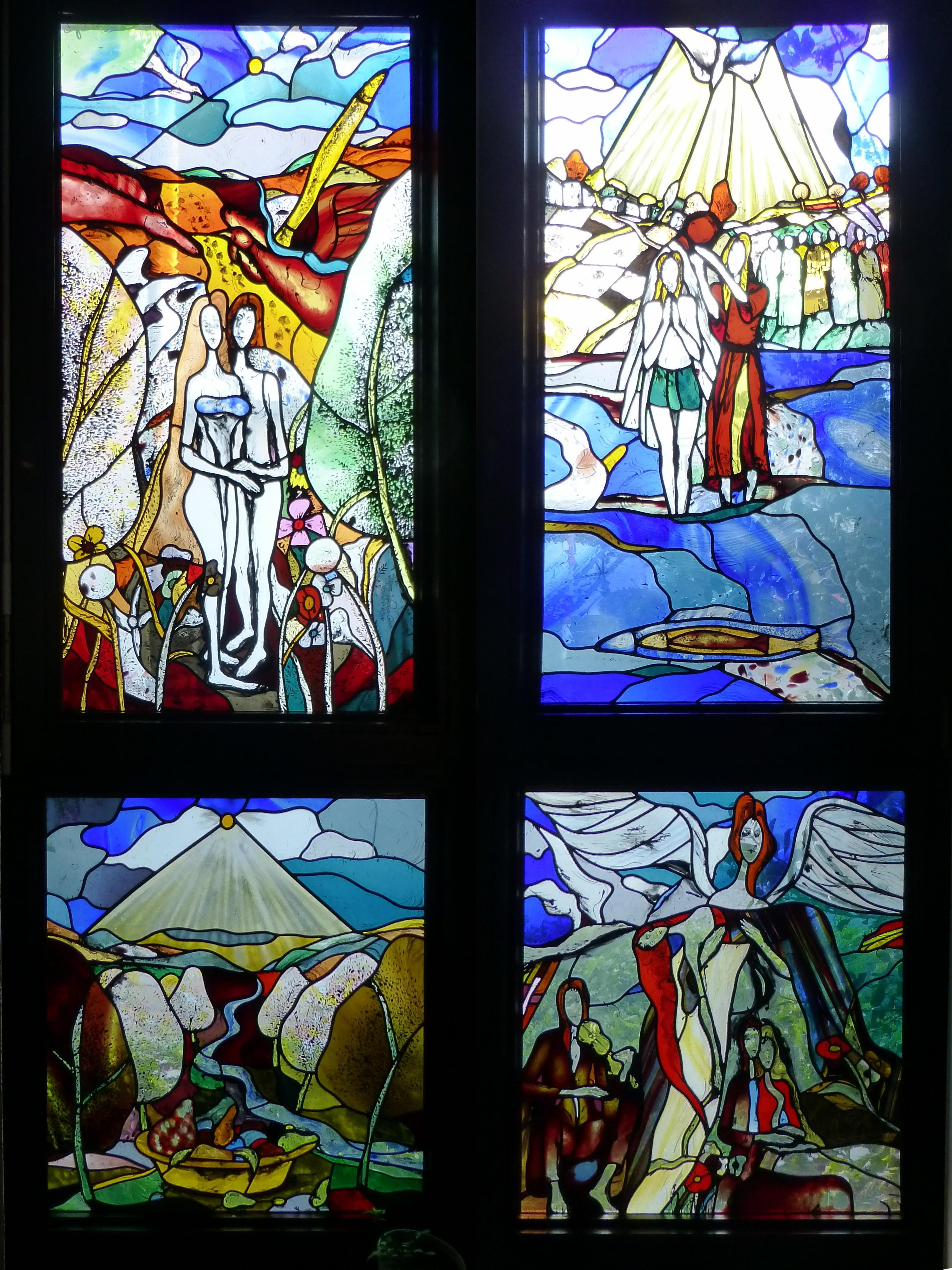
Die beiden Fenster der Seitenkapelle

Die einzigen farbigen Fenster der Guthirtenkirche sind in der Seitenkapelle. Sie wurden ebenfalls von Jan Janczak gestaltet und sind zweigeteilt. Das linke Fenster stellt oben Adam und Eva im Paradies und unten einen reich gefüllten Früchtekorb dar, das rechte zeigt oben die Taufe Jesu im Jordan und unten ein Liebespaar mit Geigenspieler und darüber schwebend einen Engel, der einen Leichnam hält – ein Zeichen für das Aufgenommensein nach dem Tode. Das Fenster wurden in Wil in der Schweiz hergestellt. Das Glas wurde mundgeblasen, anschließend geebnet und mit Bleielementen verbunden. Aufgrund dieser speziellen Herstellungstechnik sind feine Lufteinschlüsse zu erkennen.

## Orgel

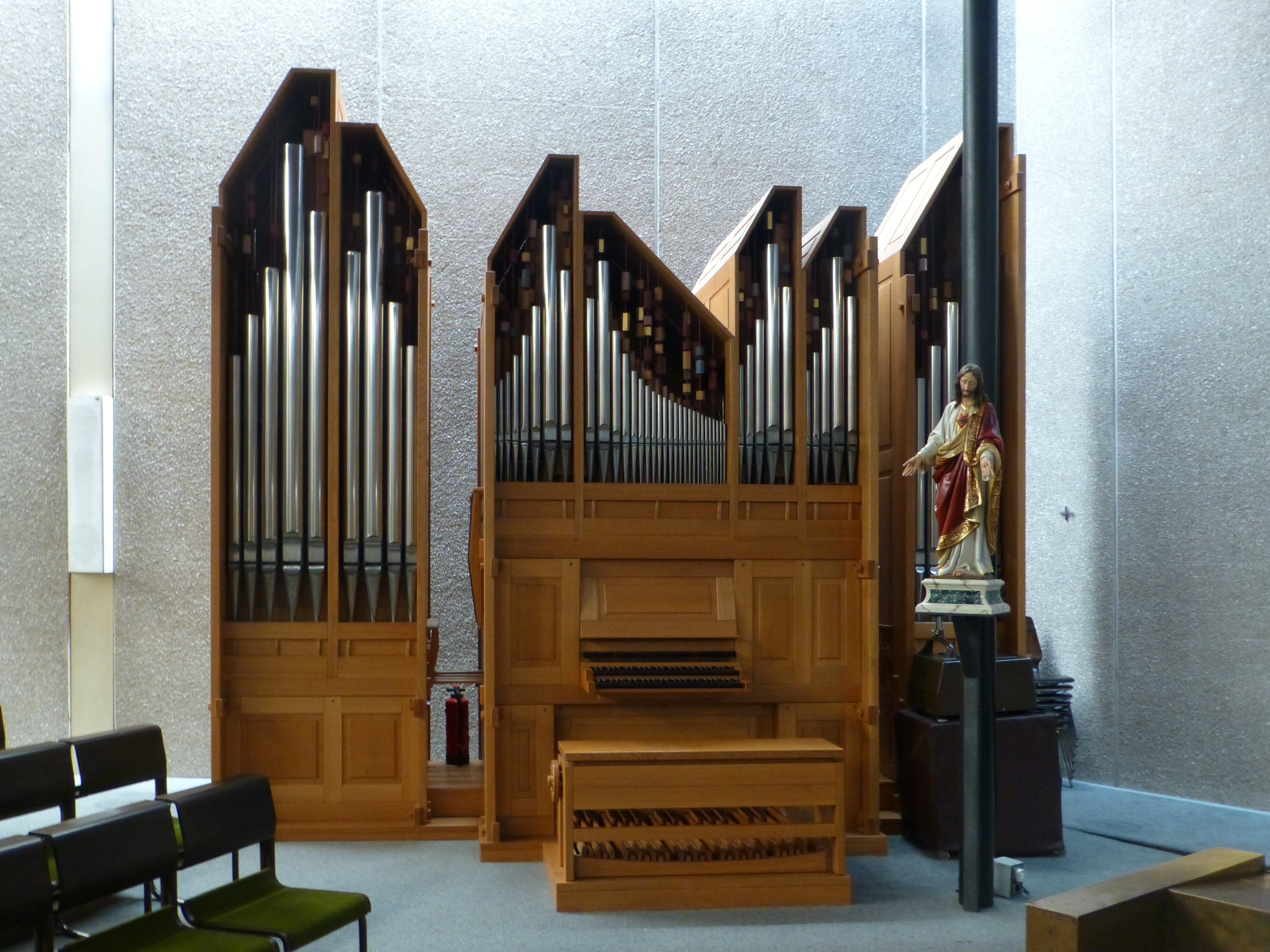
Orgel

Bei der Planung der Kirche herrschte die Meinung vor, dass zukünftige technische Anlagen die Orgelmusik überflüssig machen würde, daher wurde auf eine Empore und eine Orgel verzichtet. Die Meinung änderte sich jedoch bald, und somit wurde beim Vorarlberger Orgelbauer Christoph Enzenhofer ein Instrument bestellt, die Bischof Bruno Wechner am 19. Oktober 1986 einweihte.

## Seelsorge
Die Guthirtenkirche war anfangs eine Filialkirche der Pfarrkirche St. Peter und Paul. Mit Wirkung vom 1. Jänner 1977 wurde ein Pfarrvikariat eingerichtet und am 30. Jänner Rudolf Bischof, der zuvor bereits als Kaplan der Mutterpfarre für die neue Kirche zuständig war, zum Vikar ernannt. Bischof erwies sich mit seiner leutseligen und charismatischen Art als ein Zugpferd für die Entwicklung der Pfarre. Der beliebte Priester konnte eine aktive Pfarrgemeinde aufbauen und lockte vielfach auch Besucher aus anderen Pfarren in die Guthirtenkirche.
Als Rudolf Bischof zum Vizeregens des Priesterseminars Innsbruck berufen wurde, folgte ihm am 12. September 1987 Wilhelm Schwärzler nach. Ein Jahr später, am 31. August 1988, wurde das Pfarrvikariat zur selbständigen Pfarre erhoben. Pfarrer Schwärzler legte im Juli 2005 sein Amt nieder, ihm folgte am 1. September Anton Lässer als Pfarrprovisor nach. Im September 2007 wurde der frühere Kaplan von Götzis und Altach, Anton Cobzariu, Pfarrmoderator im Hasenfeld.